# Nodaria flavicosta
Nodaria flavicosta är en fjärilsart som beskrevs av Joannis 1929. Nodaria flavicosta ingår i släktet Nodaria och familjen nattflyn. Inga underarter finns listade i Catalogue of Life.